# ماسیشته (پسر داریوش بزرگ)
ماسیشته (پارسی باستان مثیشت: 𐎶𐎰𐎡𐏁𐎫) پسر داریوش بزرگ و آتوسا، برادر تنی خشایارشا و ساتراپ باکتریا و یکی از شش فرمانده ارتش خشایارشا در حمله به یونان بود. به همراه مردونیه، رهبری قسمتی از ارتش را به منظور تاختن بر روی ساحل تراکیان، هم‌زمان با ناوگان پارسی‌ها به عهده گرفت. گفته می‌شود او بعد از عقب‌نشینی به سارد و در حضور خشایارشا، فرمانده آرتاینتس را به خاطر بزدلی‌اش و اینکه کمتر از زن است، ملامت کرد و اگر محافظ او نمی‌بود، به دست آرتاینتس کشته می‌شد.